# Kako av Akishino
Kako av Akishino (japanska: 佳子内親王?, Kako Naishinnō), född 29 december 1994, är en japansk prinsessa och medlem av den japanska kejserliga familjen. Hon är den andra dottern till prins Fumihito och Kawashima Kiko samt det andra barnbarnet till kejsaren Akihito och Michiko.

## Biografi

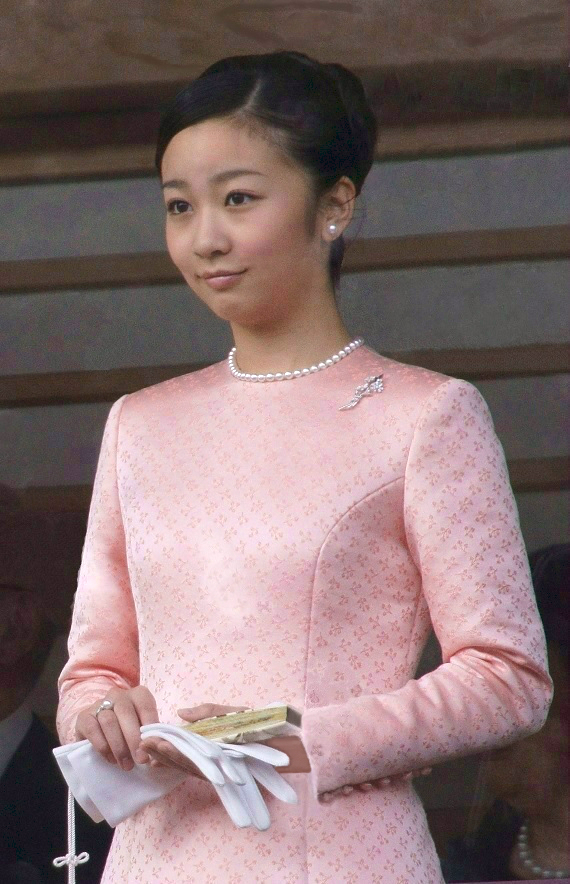
Prinsessan Kako (2015)

Prinsessan Kako började i grundskolan Gakushuin år 2001 och tog examen i mars 2007. Hon har senare studerat vid International Christian University i Tokyo och University of Leeds.